# Кепервеем (аэропорт)
Кеперве́ем — региональный аэропорт, расположенный в посёлке Кепервеем Билибинского района Чукотского автономного округа в 32 км от города Билибино.
Обеспечивает регулярное авиасообщение с Магаданом и Анадырем. Аэропорт соединен с Билибино грунтовой автомобильной дорогой, позволяющей в любое время года осуществлять пригородное автобусное сообщение.
Аэродром имеет одну взлетно-посадочную полосу длиной 2475 м, отсыпанную гравийно-галечниковым грунтом с глинистым заполнителем.

## История
В 1970 году на северо-восточной окраине Кепервеема началось строительство грунтовой ВПП. В конце того же года новый аэродром стал принимать самолёты Ан-2 и Ил-14. В 1972 году начался приём самолётов Ан-12, Ан-24, Як-40; в следующем году здесь стал базироваться первый Ми-8. 
К 1975 году в Кепервееме был достроен аэропорт и сопутствующая инфраструктура, тогда же сюда был переведён Билибинский объединенный авиаотряд. В последующие годы предполагалось строительство бетонной ВПП, однако эти планы остались нереализованными. 
В 2008 году здание аэровокзала капитально отремонтировали, на аэродроме было заменено светосигнальное оборудование.

## Принимаемые типыВС
Аэродром способен принимать самолёты Ан-28 Ан-12, Ан-24, Ан-26, Ан-74 и все более лёгкие, а также вертолёты всех типов. В зимнее время возможен приём самолётов Ил-76.

## Показатели деятельности
| год             | 2014 | 2015 | 2016 | 2017 | 2018 | 2019 | 2020 | 2021 |
| тыс. пассажиров | 22,9 | 22,4 | 22,0 | 23,3 | 23,6 | 23,5 | 25,8 | 39,0 |
| Источники:      |      |      |      |      |      |      |      |      |